# Ipiq-Adad I.
Ipiq-Adad I. war ensi (Gouverneur) von Ešnunna in der Isin-Larsa-Zeit und Sohn von Ur-NinMAR.KI. Jahresnamen aus seiner Regierungszeit belegen vor allem Bautätigkeiten. In Tell ed-Der sind zudem Briefe erhalten, die über diplomatische Beziehungen zu amoritischen Stammesfürsten im Umfeld von Ešnunna Aufschluss geben. Anders als andere altorientalische Herrscher stellte Ipiq-Adad I. seinem Namen nie das Götterdeterminativ voran.